# Testigo de cargo (libro)
Testigo de cargo y otras historias (Título original en inglés: The Witness for the Prosecution and Other Stories) es un libro de relatos cortos de la escritora británica Agatha Christie, publicado originalmente en Estados Unidos por Dodd, Mead and Company en 1948. En Reino Unido no fue publicado, pero todas las historias habían aparecido previamente en El podenco de la muerte y El misterio de Listerdale.
El libro está compuesto por 11 relatos cortos (9 en la edición española publicada por Editorial Molino en 1983).

## Argumento
En la historia que da nombre al libro, Leonard Vole es detenido acusado de haber asesinado a una acaudalada viuda, llamada Emily French. Desde que la señora French hizo de Leonard su principal heredero, sin saber que era este un hombre casado, las cosas se pusieron malas para su defensa. Pero el golpe final llega cuando su esposa, Romaine, se dispone a declarar, no en defensa de Leonard, sino como testigo de cargo.
En El segundo gong, Hércules Poirot resuelve la intrincada trama con su proverbial astucia.
Las demás historias tienen como principal motivo el amor y la muerte.

## Títulos de las historias
Los títulos de los relatos son:
- Testigo de cargo (The Witness for the Prosecution)
- La señal roja (The Red Signal)
- El cuarto hombre (The Fourth Man)
- S.O.S. (S.O.S.)
- ¿Dónde está el testamento? (Where There's a Will o Wireless)
- El misterio del jarrón azul (The Mystery of the Blue Jar)
- Villa Ruiseñor (Philomel Cottage)
- Accidente (Accident)
- El segundo gong (The Second Gong)

La versión original estadounidense incluye, además de los anteriores, los siguientes relatos:
- La aventura del Sr. Eastwood (The Mystery of the Spanish Shawl o Mr. Eastwood's Adventure)
- Un cantar por seis peniques (Sing a Song of Sixpence)

## Versiones
Obra de teatro
La versión teatral fue escrita por la propia  Agatha Christie. Se estrenó en Londres el 28 de octubre de 1953 en el Winter Garden Theatre (aunque se representó por primera vez en el Nottingahm el 28 de septiembre). Fue producida por Peter Saunders, quien también produjo las obras La ratonera y Sangre en la piscina. En 1995, la Mystery Writers of America lo incluyó en su lista de las cien mejores novelas de misterio de todos los tiempos.
Película
La versión cinematográfica fue realizada en 1957 bajo la dirección de Billy Wilder. Está basada en la obra teatral. Tuvo seis candidaturas a los Oscar: a la mejor película, al mejor director, al mejor actor principal (Charles Laughton), a la mejor actriz de reparto (Elsa Lanchester), al mejor sonido y al mejor montaje.